# Cerreto Guidi
Cerreto Guidi – miejscowość i gmina we Włoszech, w regionie Toskania, w prowincji Florencja.
Według danych na rok 2004 gminę zamieszkiwało 9555 osób, 195 os./km².